# Baní
Baní je glavno mesto province Peravie v Dominikanski republiki. 
Je trgovsko in obrtno središče regije, ki se pretežno ukvarja s proizvodnjo banan in kave.

## Splošno
Mesto je prestolnica svoje province. Od glavnega mesta države je oddaljeno uro vožnje po avtocesti. V kraju so se rodili številni dominikanski pesniki.
Beseda Baní izvira iz jezika staroselcev plemena Taino in pomeni »obilica vode«. Samo območje je ime prejelo po lokalnem poglavarju iz rodu Maguana, ki naj bi bil eden najtesnejših zaveznikov Caonabe. Mesto je bilo uradno ustanovljeno leta 1764, ko je skupina sosedov, ki jo je skrbelo za svojo varnost, v dolini Baní odkupila posestvo Cerro Gordo, ki je bilo dovolj veliko za izgradnjo vasi. Zgodovinarji menijo, da so za to porabili okrog 300 pesov, vodja projekta pa sta bila Francisco Baez in Bartolome del Castillo.
Podroben opis kulture in običajev mesta najdemo v romanu Bani o Engracia y Antoñita Francisca Gregoria Billinija. Lokalna plaža se imenuje »Playa Los Almendros« in se nahaja približno šest kilometrov od mestnega trga. Zasnova mesti sledi klasičnemu španskemu urbanizmu: v centru mesta je park, ob njem pa mestna cerkev in mestna hiša. 
Zavetnica mesta je svetnica »Nuestra Señora de Regla«, proslavo v njenem imenu pa vsako leto priredijo 21. novembra. 
Baní obkroža veliko manjših mest. Eno izmed okoliških mest je mesto Paya, ki je slavno zaradi svojih slaščic iz mleka (»Dulce de Leche«). V bližini leži tudi Salinas (»Soline«), mestece ob istomenskem zalivu, ki je znano po svoji solinarski dejavnosti. V neposredni bližni mesteca so tudi največje peščene sipine na področju Karibov.

## Ljudje, ki izvirajo iz Baníja
- Máximo Gómez y Báez, vojaški poveljnik
- Erick, Willy in Manny Aybar, bejzbolisti
- Mario Encarnación, bejzbolist
- José Bautista, bejzbolist
- Timo Pérez, bejzbolist
- Miguel Tejada, bejzbolist
- Gilberto Hernández Ortega, slikar
- Robinson Tejeda, bejzbolist
- Juan Uribe, bejzbolist
- Luis Vizcaíno, bejzbolist

## Razno
- Baní je znan tudi po vrsti manga, ki raste v okolici, ki se imenuje "mamellitos"
- V mestu se odvija del romana The Brief Wondrous Life of Oscar Wao (»Kratko čudovito življenje Oscarja Waa«), ki je bil nagrajen z Pulitzerjevo nagrado.
- Mednarodno znana pevska skupina zvrsti bachata »Aventura« je z nastopanjem pričela z manjšimi nastopi v Baníju.